# New Hope (Minnesota)
New Hope é uma cidade localizada no estado americano do Minnesota, no Condado de Hennepin.

## Demografia
Segundo o censo americano de 2000, a sua população era de 20.873 habitantes.
Em 2006, foi estimada uma população de 20.393, um decréscimo de 480 (-2.3%).

## Geografia
De acordo com o United States Census Bureau tem uma área de 13,2 km², dos quais 13,2 km² cobertos por terra e 0,0 km² cobertos por água.

## Localidades na vizinhança
O diagrama seguinte representa as localidades num raio de 8 km ao redor de New Hope.